# Abbaye de Furness
Pour les articles homonymes, voir Abbaye Sainte-Marie et Furness (homonymie).
L’abbaye de Furness, ou abbaye Sainte-Marie, est un monastère cistercien en ruines, construit en grès, situé dans la vallée de la Belladone, sur le territoire de la commune britannique de Barrow-in-Furness (sur la route de Dalton-in-Furness) en Cumbria, au nord-ouest de l’Angleterre. Il est répertorié par l’English Heritage.

## Histoire

### Époque ancienne
L’abbaye est fondée en 1123 par Étienne, comte de Blois — futur roi d’Angleterre — pour l’ordre de Savigny. Elle devient cistercienne en 1147, et est progressivement agrandie et remodelée.
L’abbaye a eu de l’influence sur l’île de Man : l’un des rois de Man et des Îles y est enterré, ainsi que de nombreux évêques de Sodor et Man ; de plus, l’abbaye de Rushen, sur l’île, a été construite sur un terrain appartenant aux moines, qui y possédaient également des mines ; ils ont construit le château de Piel pour contrôler le commerce entre la péninsule de Furness et l’île. Se situant à une centaine de kilomètres des frontières de l’Écosse, les moines se sont retrouvés pris dans les conflits entre les Écossais et les Anglais ; lorsque Robert Ier a envahi l’Angleterre, l’abbé a choisi de le soutenir, pour ne pas perdre de son pouvoir.
Au XVe siècle, l’abbaye est la seconde plus riche, puissante et étendue abbaye britannique de l’ordre, après celle de Fountains. Au cours de la Réforme anglaise, elle est dissoute en 1537 sur ordre d’Henri VIII et finalement détruite, comme de nombreux autres monastère.

### Époque contemporaine

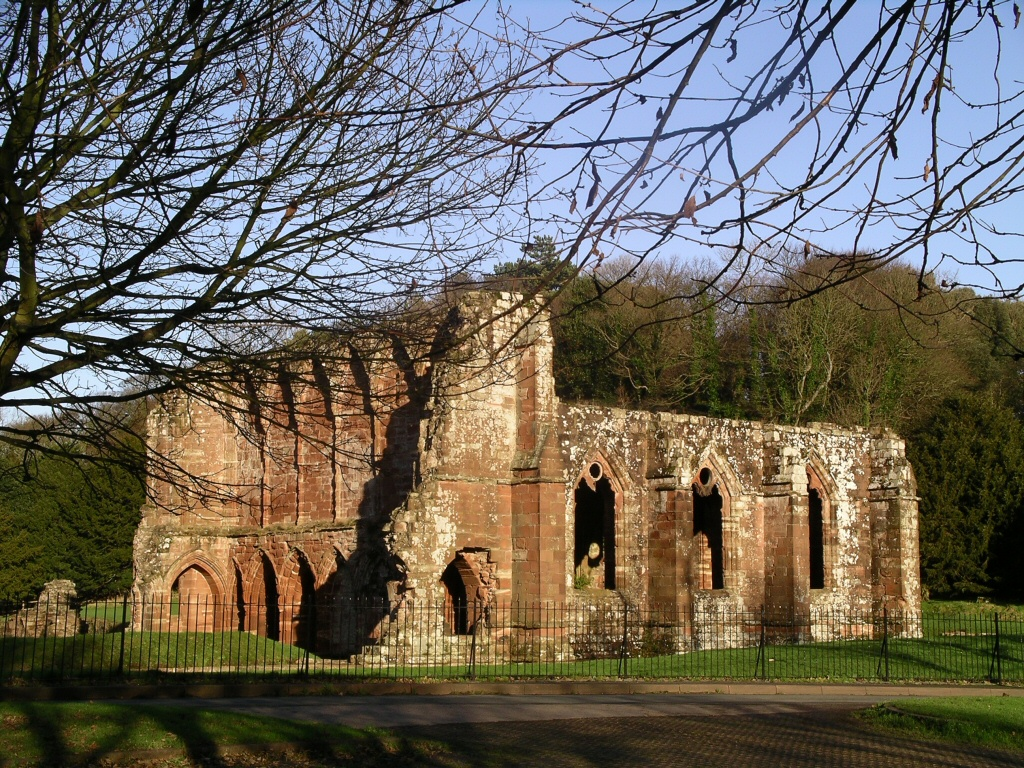
Ruines de l’abbaye de Furness.

Il reste aujourd’hui des ruines, principalement des XIIe et XIIIe siècles, qui se visitent. La Cistercian Way, un circuit pédestre, lie l’abbaye avec la ville voisine de Dalton-in-Furness. Le poète anglais William Wordsworth l’a visité à de nombreuses occasions, et y fait référence en 1805 dans son poème autobiographique The Prelude ; Turner en a fait plusieurs gravures. Theodore Roosevelt et sa famille l’ont également visité, comme première visite non officielle lors de leur tour européen.
L’English Heritage a réalisé pour 330 000 £ de travaux fin 2009–début 2010.

## Folklore
Plusieurs histoires sont contés sur des fantômes hantant l’abbaye. Le premier fantôme serait celui de l’un des moines, assassiné durant la Réforme, aperçu en train de monter les escaliers en ruines[source insuffisante]. Les deux seconds sont celui de la fille d’un écuyer et de son compagnon : la demoiselle aurait perdu son amant en mer, et tous les jours serait revenue à l’abbaye pour se rappeler leur amour, par le chemin que l’on appelle aujourd’hui la Lady’s Walk (« chemin de la Demoiselle »). Est également évoquée une dame blanche, dont on ne sait si elle se confond ou non avec la fille de l’écuyer[réf. nécessaire]. Enfin, on parle d’un moine décapité sur un cheval, peut-être aussi assassiné lors de la Réforme, chevauchant sous l’arche de grès non loin de la taverne de l’abbaye[réf. nécessaire].
On parle aussi de l’histoire du crieur de la paroisse de Claife, qui aurait été un moine de l’abbaye : devenu fou après avoir été rejeté par une femme, il serait décédé en pleurant sur les hauteurs de Claife ; on lui prête la mort d’un conducteur de ferry, revenu à quai horrifié et décédé peu après.

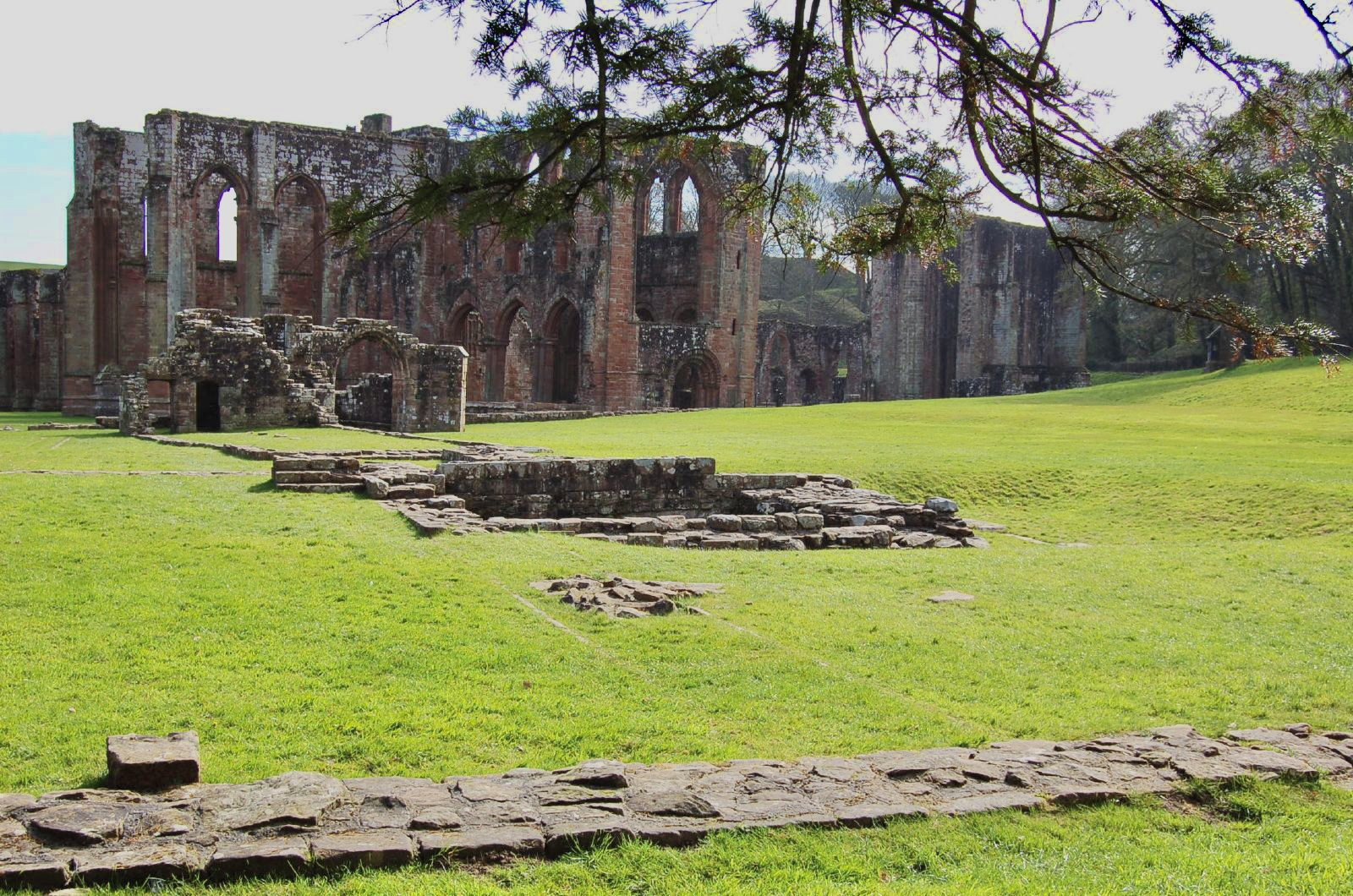
Vue générale.
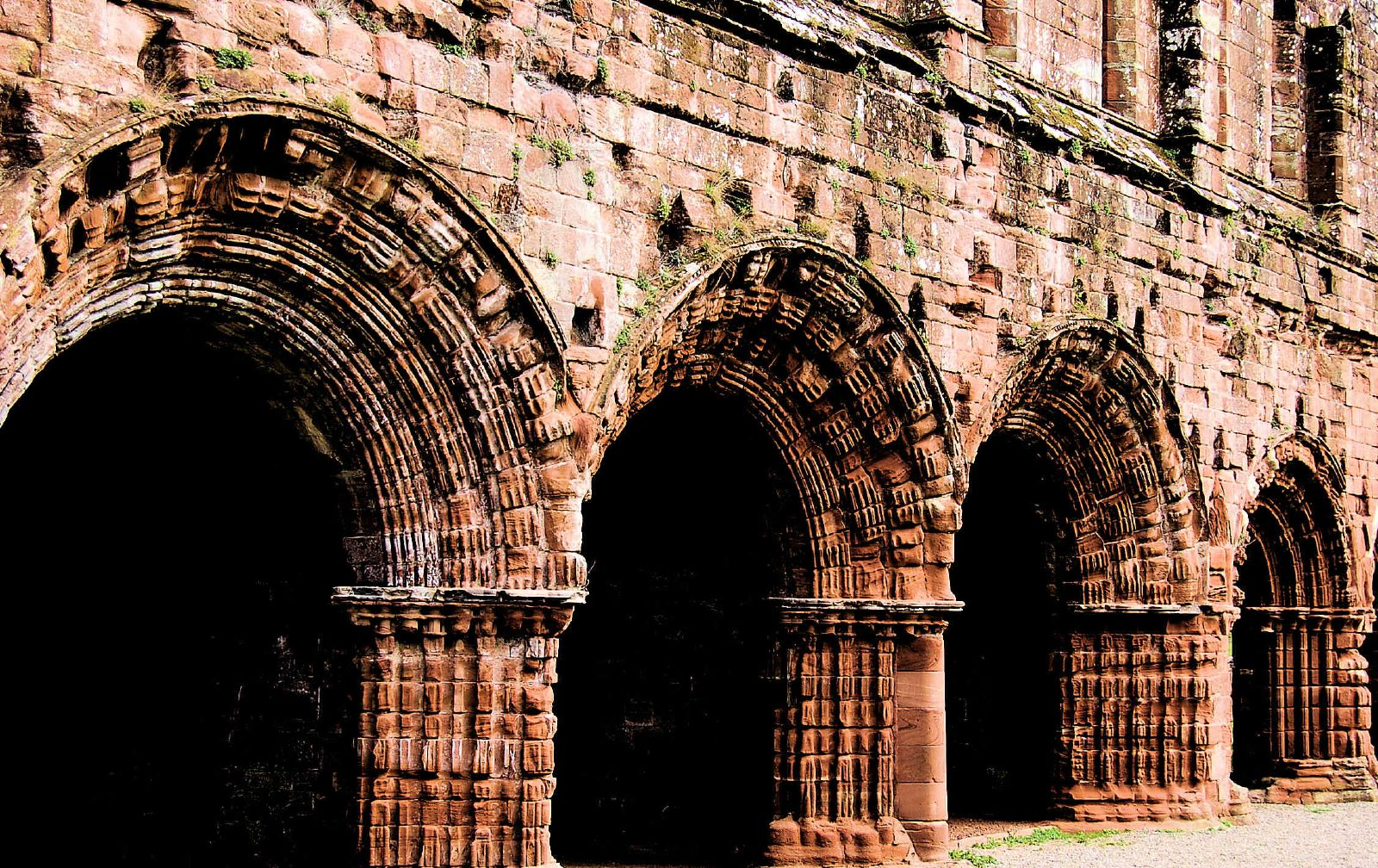
Détails d’arcades.
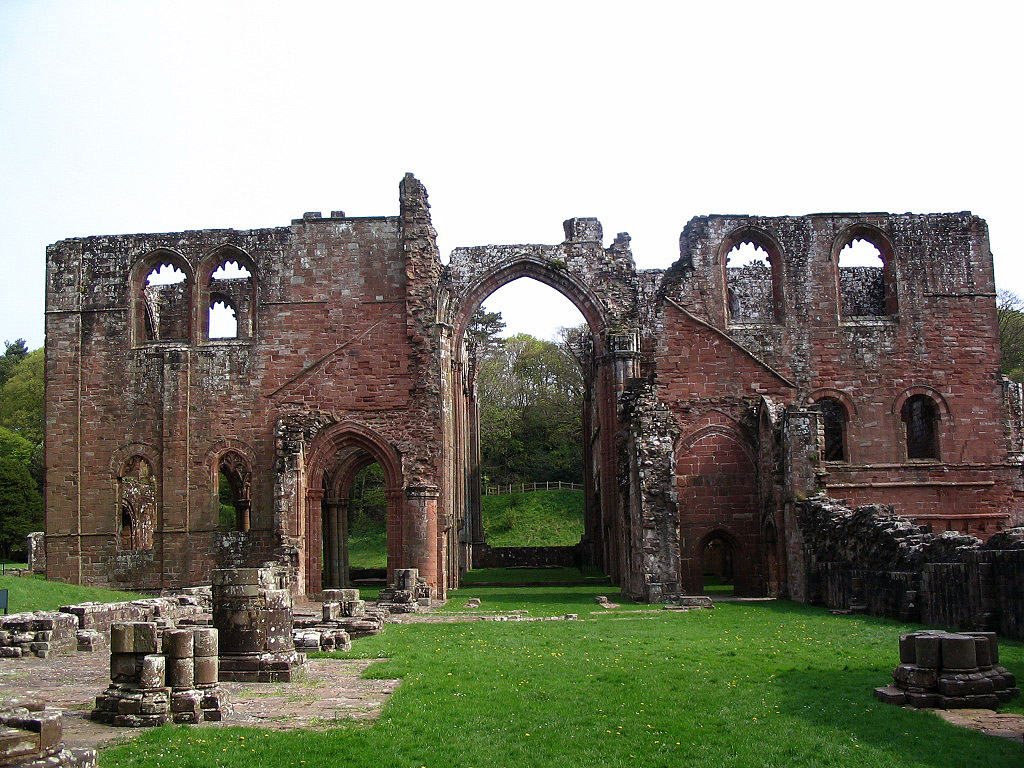
Vue vers l’ancien clocher.
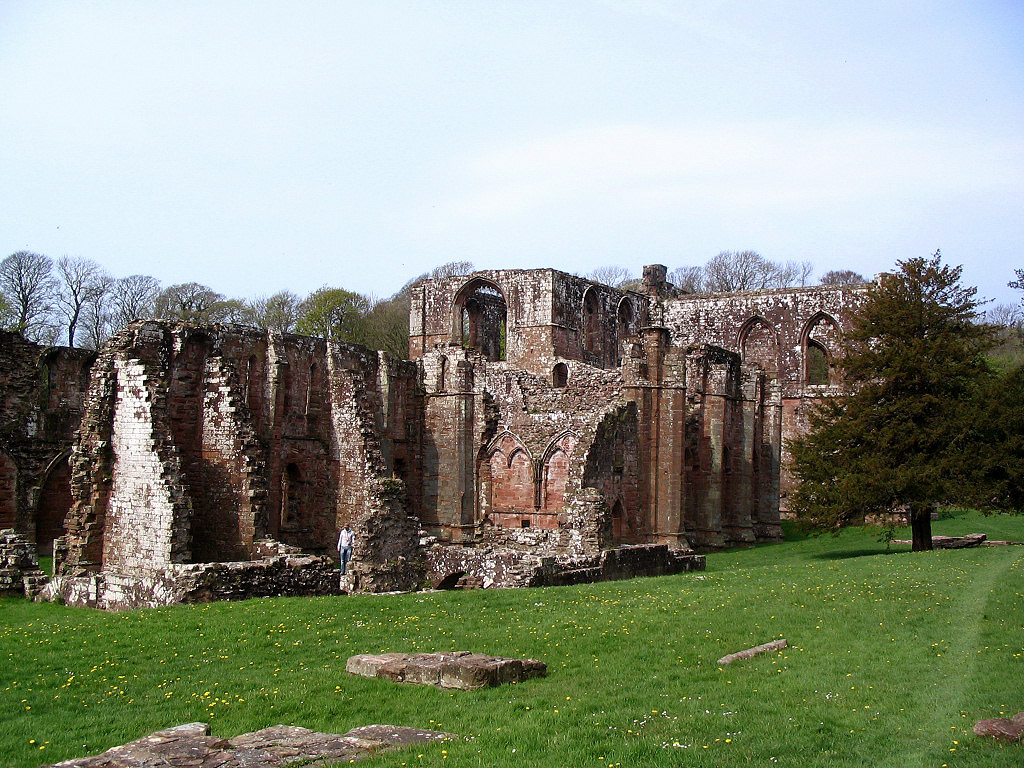
Vue sud-est de l’abbaye.

## Sources
1. ↑  (la) Leopold Janauschek, Originum Cisterciensium : in quo, praemissis congregationum domiciliis adjectisque tabulis chronologico-genealogicis, veterum abbatiarum a monachis habitatarum fundationes ad fidem antiquissimorum fontium primus descripsit, t. I, Vienne, 1877, 491 p. (lire en ligne), p. 190.
2. ↑   (en) « Furness Abbey, Including All Medieval Remains in Care of English Heritage, Barrow-in-Furness », sur britishlistedbuildings.co.uk, British Listed Buildings (consulté le 16 décembre 2013).
3. ↑   « Furness », sur cistercensi.info, Ordre cistercien (consulté le 16 décembre).
4. ↑  « Furness Abbey » sur le site de l’English Heritage.
5. ↑  « Furness Abbey » sur Catholic Encyclopedia.
6. ↑  « Furness Abbey, Cumbria » sur le site theheritagetrail.co.uk.
7. ↑  « Craintes d’effondrement à l’abbaye de Furness » (« Collapse fears at Furness Abbey »), article sur nwemail.co.uk, 14 décembre 2009, consulté le 11 octobre 2010.
8. ↑  (en) Sue Simpson, Keepers of the Quantum, Lincoln, iUniverse, coll. « Lizard's Leap » (no 2), 2003, 152 p. (ISBN 0-595-29752-8 et 9780595297528, lire en ligne), p. 22.
9. ↑  (en) Julius Rodenberg, England, Literary and Social, from a German Point of View, BiblioBazaar, 2009 (1re éd. avant 1923), 456 p. (ISBN 1-115-72069-4 et 9781115720694, lire en ligne).
10. ↑  (en) Thomas Firminger Thiselton-Dyer, Folk-Lore of Women, BiblioBazaar, 2009 (1re éd. 1906), 224 p. (ISBN 0-559-07596-0 et 9780559075964, lire en ligne), p. 218.
11. ↑  (en) Aileen Evans et Brian Evans, Short walks in Lakeland, Cicerone Press Limited, coll. « A Cicerone Guide » (no 1), 4e éd. (1re éd. 1994), 320 p. (ISBN 1-85284-144-3 et 9781852841447, lire en ligne), p. 180.